# Saltkräfta
Saltkräfta (Artemia salina) är ett litet vattenlevande kräftdjur i ordningen bladfotingar och anpassat för miljöer med hög salthalt. Nykläckta saltkräftor är ett populärt djurfoder för fiskar.
Den lanserades i USA som leksak eller husdjur för barn under namnet Sea-Monkey ("sjöapan"). De marknadsfördes bland annat i annonser i serietidningar, där "sjöaporna" förmänskligats i illustrationer av Joe Orlando.
Saltkräftan är anpassad för ett liv i saltsjöar, och dess ägg kan "övervintra" långa tider i torkat skick. När den uttorkade saltsjön återigen fylls med vatten, väcks äggen till liv och levande individer kläcks därefter fram ur dem.
1998 deltog drygt 400 miljoner saltkräfteägg på en rymdfärd tillsammans med bland annat John Glenn. Tillbaka på jorden kläcktes äggen åtta veckor senare, utan att synbarligen ha tagit skada av rymdens strålning och tyngdlöshet, eller av G-krafterna vid återinträdet i jordatmosfären.
Ett äldre svenskt namn för djurarten är salingälfoting (även salinkräfta).

## Källhänvisningar
1. ↑  Pehr H. Enckell: "saltkräfta". NE.se. Läst 6 november 2014.
2. 1 2  Sharon M. Scott (2010). ”Sea-Monkeys” (på engelska). Toys and American Culture: an Encyclopedia. ABC-CLIO. sid. 282–284. ISBN 978-0-313-34798-6. http://books.google.co.uk/books?id=mbTUorcuXkoC&pg=PA283
3. ↑  Svenska Akademiens ordbok: salin-gälfoting